# Estação Mendeleevskaia
Mendeleevskaia (em russo:  Менделеевская) é uma das estações da linha Serpukhovsko-Timiriasevskaia (Linha 9) do Metro de Moscovo, na Rússia. Estação «Mendeleevskaia» está localizada entre as estações «Tsvetnoi Bulhvar» e «Saviolovskaia».